# محفظة أبل
محفظة أبل بالإنجليزية: Apple Wallet (سابقًا Apple Passbook ) هو تطبيق للجوال مضمّن في نظام التشغيل iOS الذي يسمح للمستخدمين بتخزين تصاريح المحفظة، مما يعني القسائم، بطاقات الصعود إلى الطائرة، بطاقات هويات الطلاب، تذاكر الأحداث، تذاكر السينما، تذاكر النقل العام، بطاقات المتاجر، و   - بدءًا من iOS 8.1   - أصبحت تدعم بطاقات الائتمان وبطاقات الخصم وبطاقات الدفع المسبق وبطاقات الولاء عبر أبل باي. تم تصميم التطبيق من قبل شركة أبل. وتم تقديمه في مؤتمر آبل العالمي للمطورين لعام 2012(WWDC) في 11 يونيو 2012. وظهر التطبيق لأول مرة على نظام التشغيل iOS 6 في 19 سبتمبر 2012. ستكون محفظة أبل أيضًا الواجهة الرئيسية لبطاقة أبل، وهي خدمة أبل التي تقدم بطاقة ائتمان أبل المعلنة حديثًا.

## المميزات
تعرض المحفظة رموز Aztec و PDF417 و رموز استجابة سريعة ورموز الشريطية 128D 1D بدءًا من iOS 9 . تُعرف كل قسيمة أو تذكرة رقمية باسم «تصريح بالإنجليزية Pass». عندما يقوم المستخدم بتشغيل المحفظة للمرة الأولى، تظهر صفحة تعريفية موجزة مع زر يدعو المستخدمين لتصفح التطبيقات على آب ستور المتكاملة مع المحفظة. يمكن أيضًا توزيع التصاريح عبر الإنترنت عبر متصفح سفاري أو إرسالها إلى الآخرين عبر البريد الإلكتروني أو مسحها ضوئيًا باستخدام الماسح الضوئي المدمج في المحفظة.
تتم مزامنة التصاريح بين أجهزة iOS باستخدام آي كلاود ، ويدعم نظام التشغيل X 10.8.2 وما بعده تصاريح يتم إرسالها إلى أجهزة iOS الخاصة بالمستخدمين. على الرغم من أن التطبيق متاح في نظام التشغيل iOS 6 أو إصدار أحدث، إلا أنه متوفر فقط على أجهزة آي فون وآي بود تاتش ، ولكن ليس على جهاز آي باد .
المحفظة لديها الميزات التالية:
- تعرض الباركود ثنائي الأبعاد من الأنواع التالية: Aztec و PDF417 و رمز الإستجابة السريع (QR).
- تعرض الباركود من الأنواع التالية: الرمز 128 بداية مع نظام iOS 9.
- متأثرا بالموقع. يمكن إضافة ما يصل إلى 10 مواقع لكل تصريح. تتم برمجة الموقع كإحداثيات GPS (خطوط الطول والعرض والارتفاع) و / أو تقنية أي بيكون UUID. (UUID هو معرف فريد عالميًا وهو رمز حرف 32 أسكي أو رمز يتم إنشاؤه تلقائيًا من اسم باستخدام PassKit API. )
- التأثر بوقت التصريح.
- تعدد اللغات في التصريح. يمكن تخزين ما يصل إلى 35 لغة لكل تصريح في المحفظة.[7]
- يمكن إرسال تحديث أو تغيير للتصريح عبر خدمة التنبيهات Apple Push من قِبل موفر التصريح، أو تحديثها يدويًا بواسطة المستخدم نفسه.

قام العديد من مطوري الطرف الثالث بإنشاء تطبيقات مماثلة لأنظمة التشغيل الأخرى، مثل Pass2U Wallet أو PassWallet لنظامي أندرويد وبلاك بيري ، والتي تدعم استيراد تصاريح المفحظة ومشاهدتها. يدعم ويندوز فون 8.1 أيضًا  تنسيق تصاريح محفظة أبل أيضًا، على الرغم من أن التحديثات الحيوية غير مدعومة. ويدعم بعض مُصدري البطاقات  أيضًا عرض التصاريح عبر أي متصفح ويب .

## بيئة النظام

علامة تستخدم في التطبيقات وتعني : أضف إلى محفظة أبل

توجد التصاريح في نظام بيئي أكبر، لأنه يتم إنشاء التصاريح كحزمة. الحزمة عبارة عن قالب تصريح، يتم إنشاؤه بواسطة موقّع تصريح، إلى جانب البيانات ذات الصلة ومفتاح خاص. يمكن تحديث التصاريح في أي وقت باستخدام API PassKit ويمكن أن يتفاعل تطبيق iOS مباشرة مع التصاريح المخزنة في المحفظة.
يتم تقديم التصاريح وإدارتها بواسطة المحفظة. تتفاعل الأنظمة والتطبيقات مع التصاريح عبر API PassKit.
في أبسط أشكال النظام، يتم تسهيل التفاعل (أو المعاملة) بين التصريح والنظام بواسطة الرمز الشريطي ثنائي الأبعاد أو رمز الاستجابة السريعة الحديث على الرغم من أنه يتطلب من العميل المبادرة بنشاط معين.

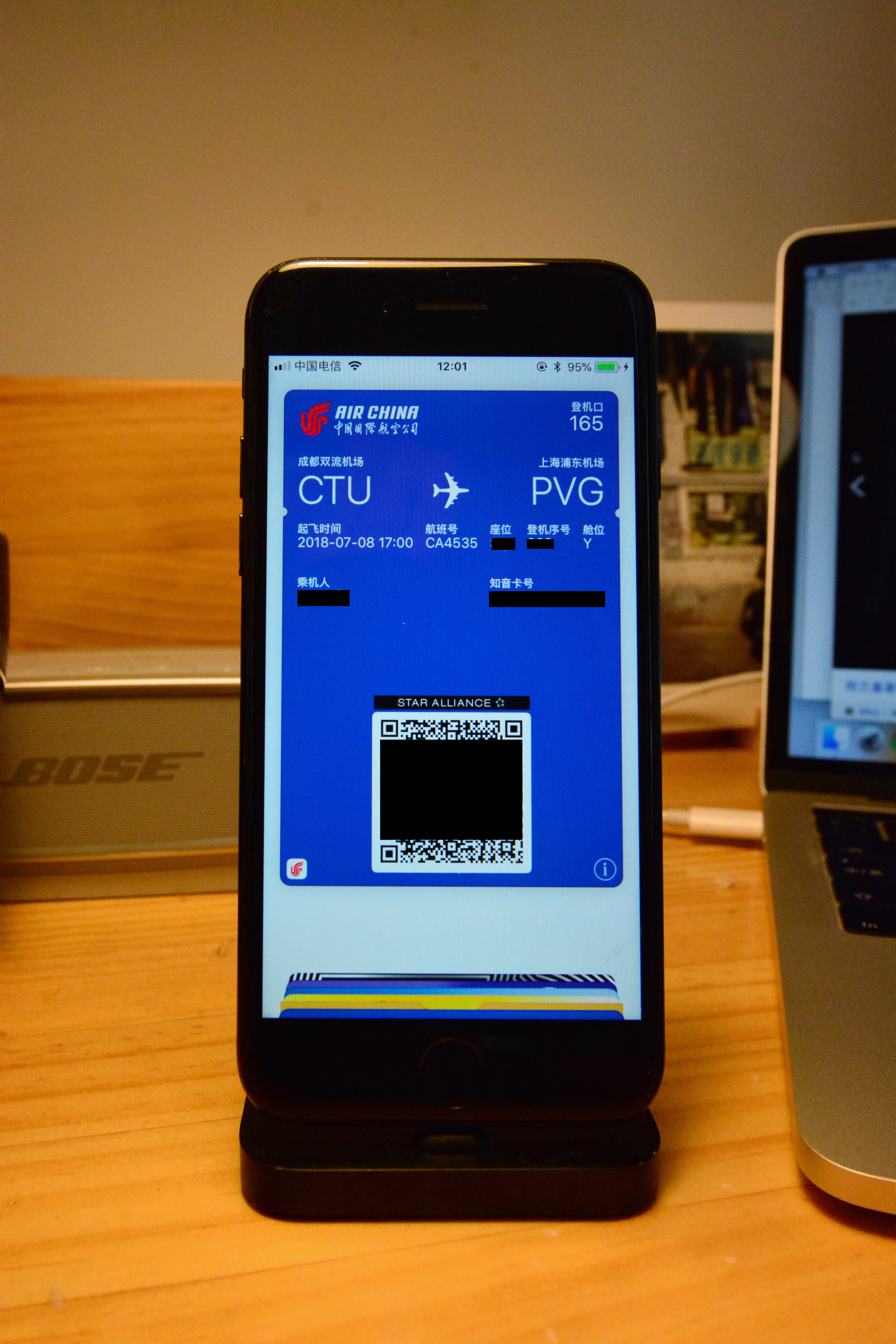
تذكرة الطيران الإلكترونية لطائرة تتبع لطيران الصين تظهر في محفظة أبل على آي فون 7

في أواخر عام 2014 ، بدأت أول تطبيقات المعروفة باستخدام خدمة تتبع iBeacon وهي geofencing اللاسلكية في الظهور في مواقع البيع بالتجزئة في الولايات المتحدة. سمحت حلول iBeacon لمتاجر التجزئة ببث إشعار قفل الشاشة على الهواتف الذكية ضمن نطاق بلوتوث .
في عام 2015 ، قامت أبل بدمج القدرة على استخدام بطاقات الولاء في المحفظة إلى عند نقاط البيع عبر اتصال قريب المدى (NFC) . مكّنت شركة والغرينز أولاً من خلال برنامج الولاء الخاص بـ Balance Rewards ؛ يُمكن للعملاء إضافة بطاقاتهم إلى المحفظة من خلال تطبيقات الجوال الخاصة بـ شركة والغرينز أو Duane Reade واللمس بهواتفهم على جهاز الدفع عند مطالبتهم ببطاقة المكافآت الخاصة بهم.

## توزيع
يمكن توزيع التصاريح مثل (قسائم التسوق وتذاكر الأحداث) عبر البريد الإلكتروني والرسائل النصية القصيرة والرسائل المتعددة الوسائط MMS ووسائل التواصل الاجتماعي والتطبيقات و رموز الإستجابة السريعة QR.

## روابط خارجية
- الموقع الرسمي
 - موقع رسمي
- تطبيقات المحفظة في متجر آي تيونز